# Longmont
Longmont és una població dels Estats Units a l'estat de Colorado. Segons el cens del 2008 tenia 85.928 habitants.

## Demografia
Segons el cens del 2000, Longmont tenia 71.093 habitants, 26.667 habitatges, i 18.453 famílies. La densitat de població era de 1.259,7 habitants per km².
Dels 26.667 habitatges en un 36,9% hi vivien nens de menys de 18 anys, en un 54,6% hi vivien parelles casades, en un 10,1% dones solteres, i en un 30,8% no eren unitats familiars. En el 23,7% dels habitatges hi vivien persones soles el 7,3% de les quals corresponia a persones de 65 anys o més que vivien soles. El nombre mitjà de persones vivint en cada habitatge era de 2,64 i el nombre mitjà de persones que vivien en cada família era de 3,15.
Per edats la població es repartia de la següent manera: un 27,9% tenia menys de 18 anys, un 8,5% entre 18 i 24, un 33,1% entre 25 i 44, un 21,3% de 45 a 60 i un 9,2% 65 anys o més.
L'edat mediana era de 34 anys. Per cada 100 dones de 18 o més anys hi havia 95,6 homes.
La renda mediana per habitatge era de 51.174 $ i la renda mediana per família de 58.037 $. Els homes tenien una renda mediana de 40.978 $ mentre que les dones 29.582 $. La renda per capita de la població era de 23.409 $. Entorn del 5,9% de les famílies i el 7,8% de la població estaven per davall del llindar de pobresa.

## Poblacions més properes
El següent diagrama mostra les poblacions més properes.